# Чернушенко Марія Дем'янівна
Марія Дем'янівна Чернушенко (7 січня 1925, село Смородьківка, тепер Куп'янського району Харківської області — ?) — українська радянська діячка, агроном, бригадир рільничої бригади колгоспу імені Шевченка Куп'янського району Харківської області. Герой Соціалістичної Праці (16.02.1948). Депутат Верховної Ради УРСР 4-го скликання. 

## Життєпис
Народилася у селянській родині. Трудову діяльність розпочала колгоспницею колгоспу імені Шевченка села Смородьківки Куп'янського району Харківської області.
З 1946 року — ланкова колгоспу імені Шевченка Куп'янського району Харківської області. У 1947 році одержала по 34 центнери пшениці з кожного гектару на закріпленій за нею площі 8 гектарів, за що Указом Президії Верховної Ради СРСР 16 лютого 1948 року їй було присвоєно звання Героя Соціалістичної Праці.
У 1950—1953 роках — студентка трирічної сільськогосподарської школи.
З 1953 року — агроном, бригадир рільничої бригади колгоспу імені Шевченка села Смородьківки Куп'янського району Харківської області.
Потім — на пенсії у місті Куп'янську Харківської області.

## Нагороди
- Герой Соціалістичної Праці (16.02.1948)
- орден Леніна (16.02.1948)
- медалі